# Petar Dobrović
Petar Dobrović (serb. cyr. Петар Добровић, węg. Péter Dobrovics) (ur. 14 stycznia 1890 w Peczu, zm. 27 stycznia 1942 w Belgradzie) – serbski malarz i polityk.

## Biografia
Urodził się w Peczu, ówczesnym Królestwie Węgier. Przedstawiciel serbskiego koloryzmu, znany z portretów i pejzaży. Wcześniej tworzył również prace impresjonistyczne i kubistyczne.
Pierwsze prace zaprezentował w 1911 w Budapeszcie, utrzymane w stylu impresjonizmu wzbudziły entuzjazm wśród publiczności. W 1913 wyjechał do Paryża gdzie doskonalił warsztat pod kierunkiem Paula Cézanne'a.
W okresie międzywojennym był prezydentem krótkotrwałego bytu państwowego Republiki Baranji-Baczki istniejącego w okresie od 14 sierpnia do 25 sierpnia 1921 przyłączonego później do Węgier. W późniejszym okresie mieszkał w Królestwie Jugosławii. Od 1937 był profesorem w Akademii Sztuk Pięknych w Belgradzie, której był również współtwórcą.
Zmarł w Belgradzie podczas niemieckiej okupacji Serbii w czasie II wojny światowej. Obecnie w budynku, w którym mieszkał przy ulicy Kralja Petra 36 mieści się niewielka galeria poświęcona twórczości Dobrovicia. Został pochowany na Nowym Cmentarzu w Belgradzie.
Jego bratem był Nikola Dobrović - architekt, projektant m.in. gmachu Ministerstwa Obrony Jugosławii zniszczonego podczas bombardowań NATO.

### Wystawy
Samodzielne:
- 1912: Siedziba Towarzystwa Kobiet, Pecz
- 1919: Salon "Ulrich", Zagrzeb, Ratusz, Nowy Sad
- 1920: Drugie belgradzkie gimnazjum, Belgrad
- 1921: Hala Stankovicia, Belgrad
- 1924: Salon Manes, Praga
- 1925: Salon Galic, Split
- 1927: Budynek giełdy, Nowy Sad
- 1928: Hala Wielka Powiatu, Sombor; Hala Kasyna Narodowego, Osijek; Pawilon sztuki, Zagrzeb
- 1929: Galeria Šira, Zagrzeb; Hala Ceremonialna Wyższej Szkoły Muzycznej w Nowym Sadzie, Nowy Sad
- 1930: Pawilon sztuki, Belgrad
- 1931: Pulhri Studio, Praga; Kunstring, Rotterdam; Kunstzalen A. Mak, Amsterdam
- 1932: Francuski instytut w Pradze (instytut Denisůva), Praga
- 1933: Klub francuski, Belgrad
- 1934: Salon "Ulrich", Zagrzeb; Klub francuski, Belgrad
- 1936: Klub francuski, Belgrad
- 1937: Matica Srpska, Nowy Sad
- 1940: Pawilon sztuki, Belgrad

Pośmiertnie:
- 1955: Pawilon Sztuki im. Cvijety Zuzorić(inne języki), Belgrad
- 1974: Muzeum Sztuki Współczesnej w Belgradzie - retrospektywa, Belgrad; Galeria Petara Dobrovicia, Belgrad; Galeria Współczesna, Lublana
- 1981: Galeria Wydziału Sztuk Pięknych, Belgrad
- 1983: Galeria Petara Dobrovicia, Belgrad
- 1985: Galeria Sztuk Pięknych, Belgrad
- 1990: Museum space - retrospektywa, Zagrzeb; Matica Srpska, Nowy Sad; Muzeum Narodowe, Belgrad; Muzeum Janusa Pannoniusa, Pecz
- 1999: Galeria Petara Dobrovicia, Belgrad; Matica Srpska, Nowy Sad
- 2001: Galeria Petara Dobrovicia, Belgrad
- 2005: Muzeum Sztuki Współczesnej w Belgradzie, Belgrad[7]

## Upamiętnienie
Został umieszczony na liście 100 najsłynniejszych Serbów na miejscu 95. W 2024 miał premierę film dokumentalny o twórczości artysty w reżyserii Snežany Milivojević i Djordje Šibalina.

## Galeria prac

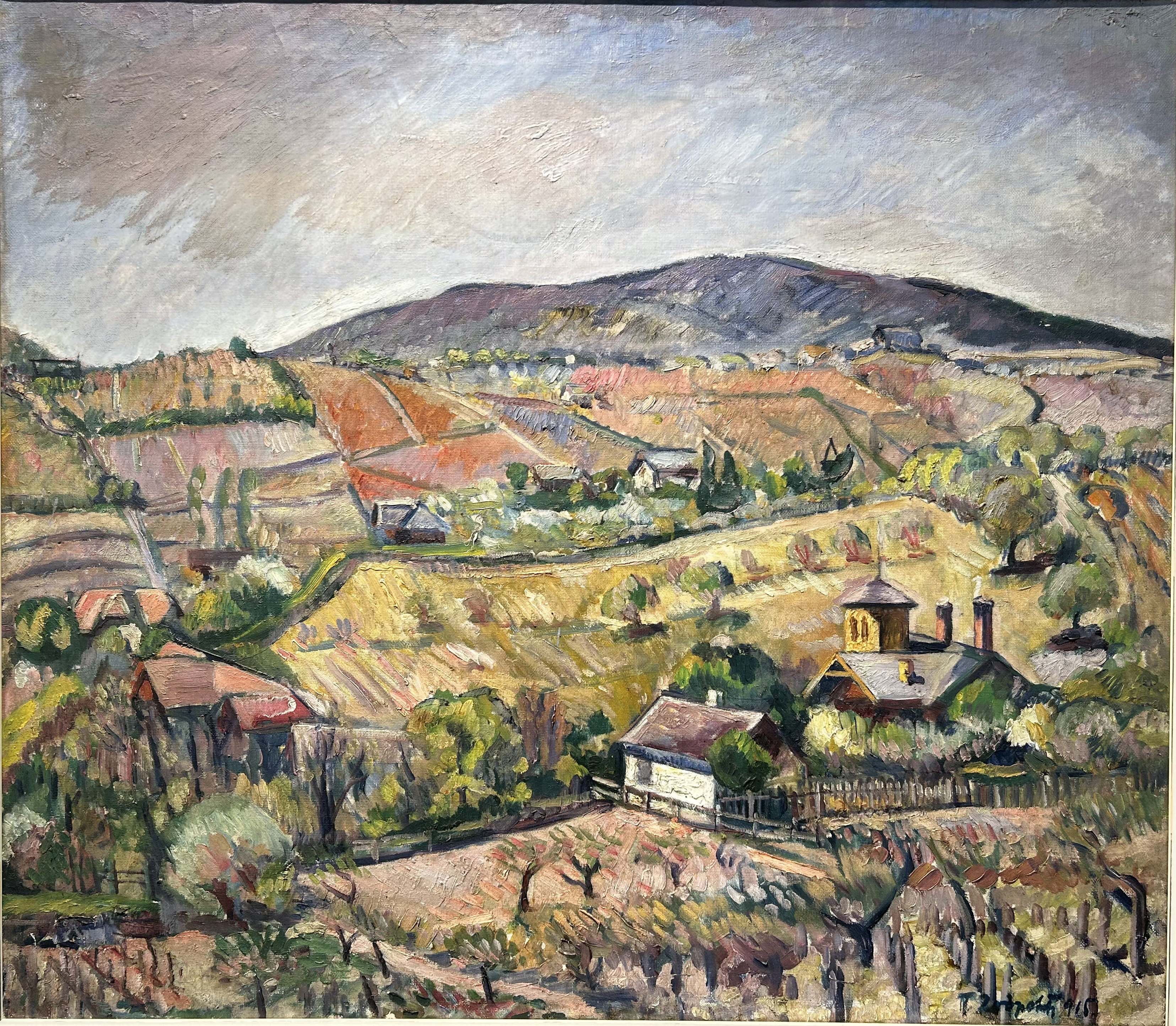
Winnice w Baranji (1915), Muzeum Pavle Beljanskiego w Nowym Sadzie(inne języki)
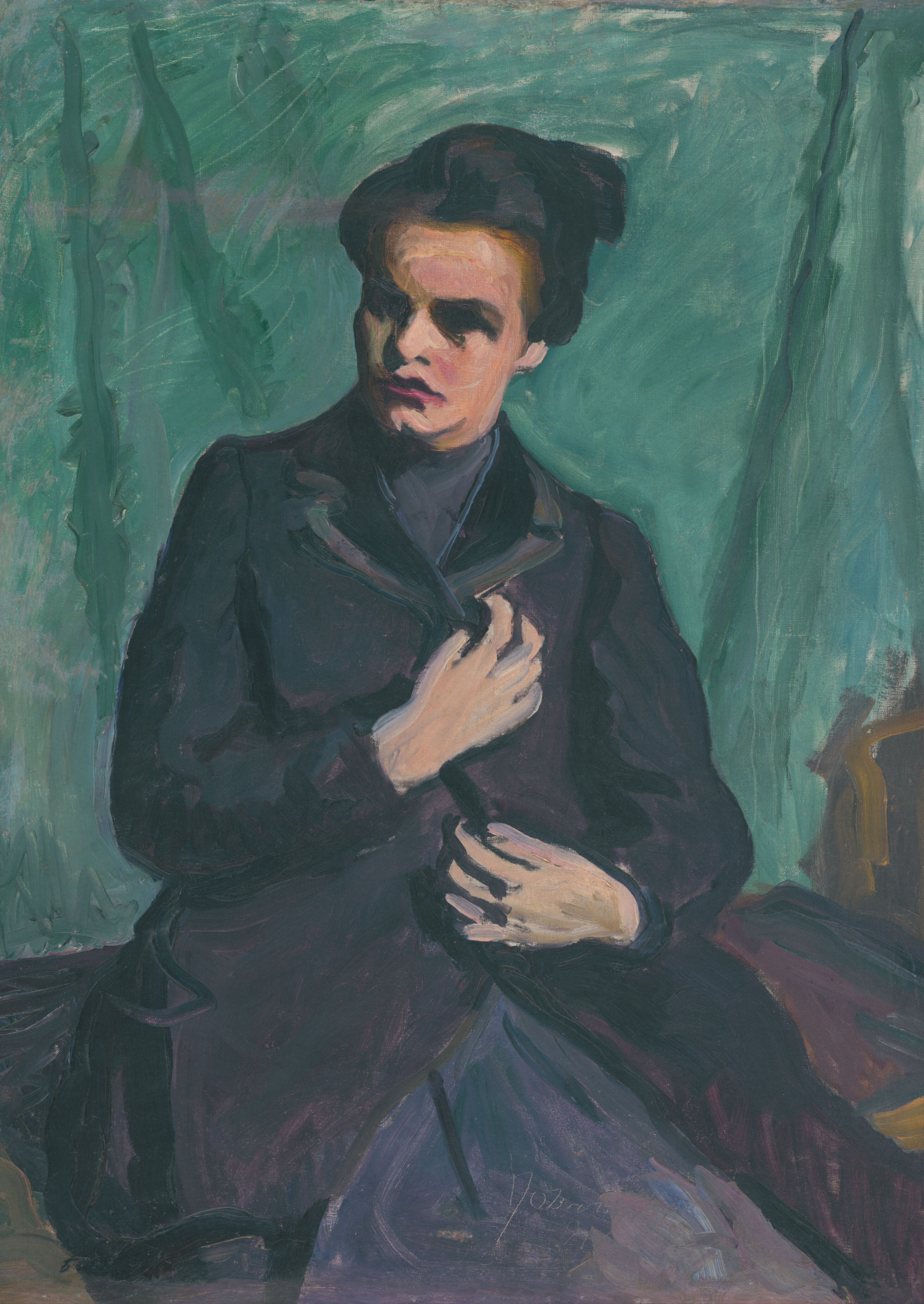
Studium portretowe (1917), Galeria Sztuki Ernesta Zmetáka w Nowych Zamkach
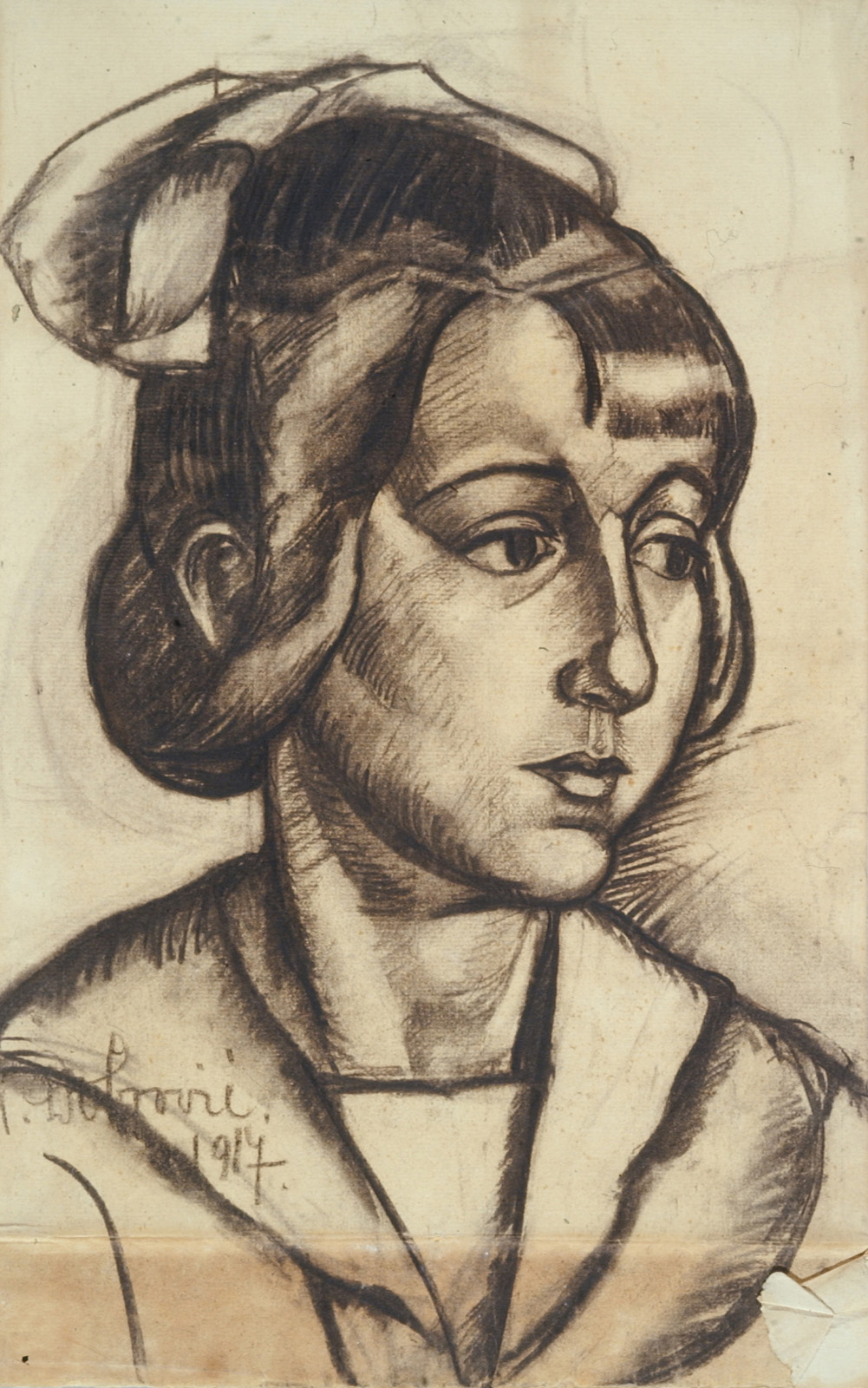
Głowa dziewczyny (1917), Narodowa Galeria Słowenii
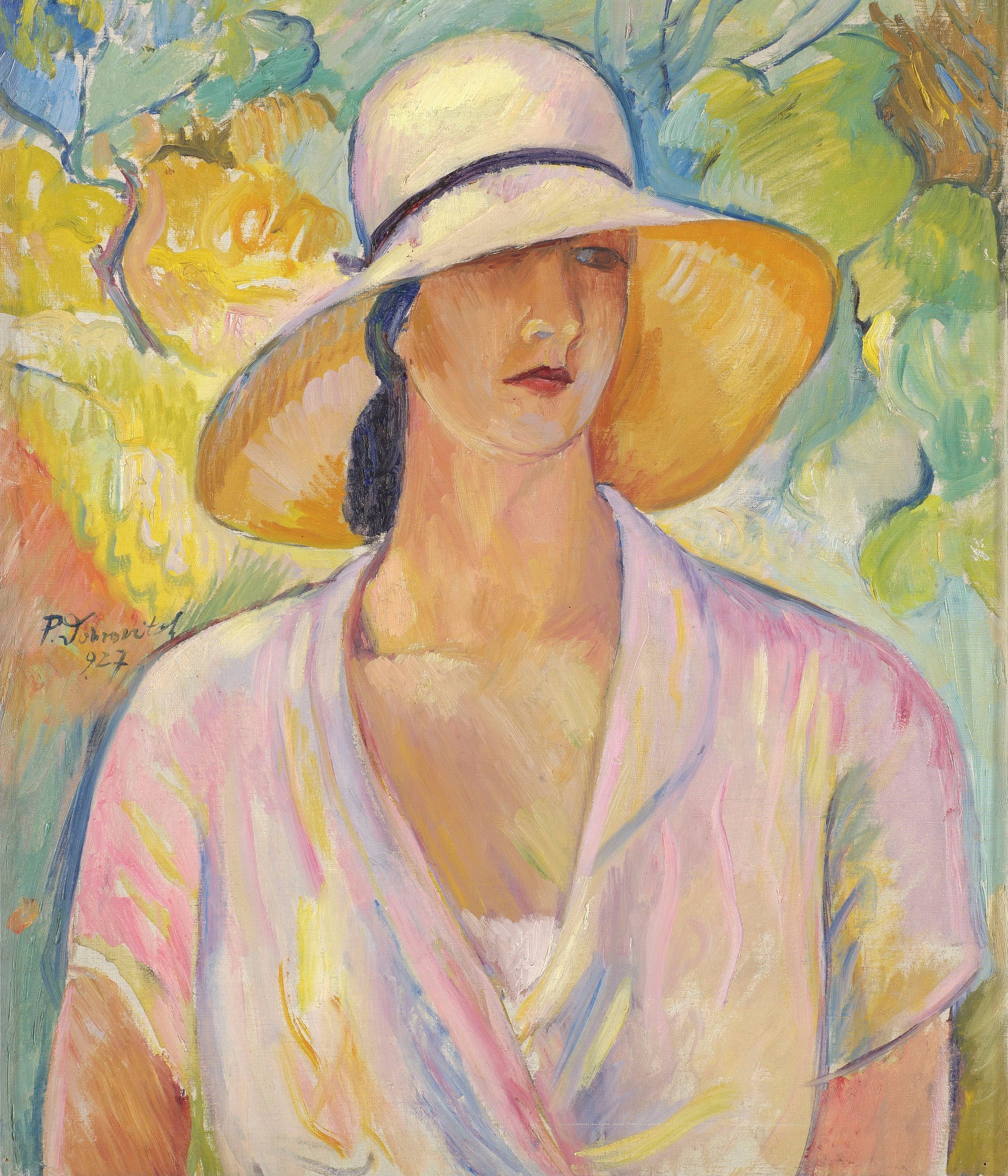
Figure (1927), Muzeum Pavle Beljanskiego w Nowym Sadzie
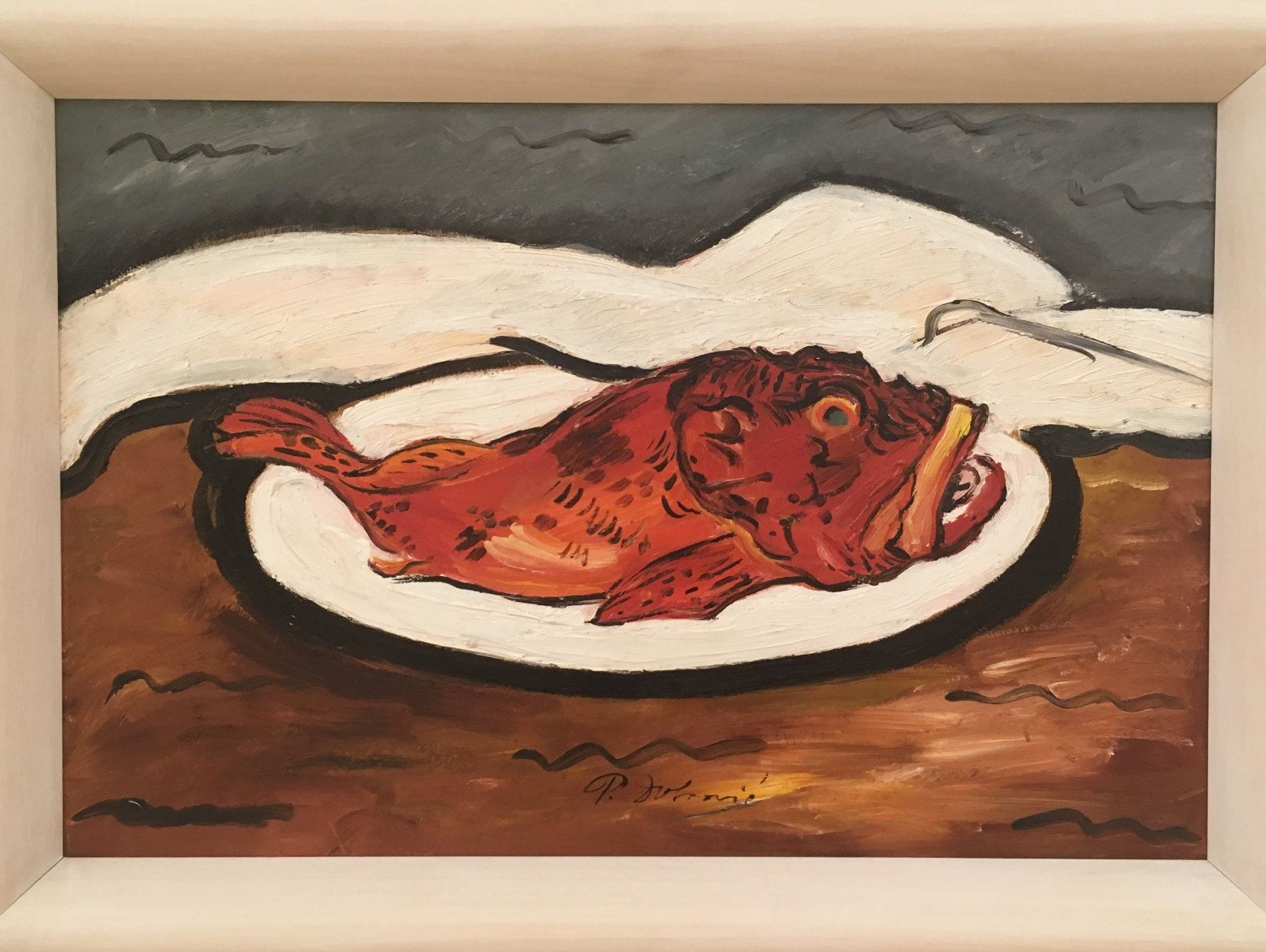
Škarpina (1928), Galeria Sztuk Pięknych w Splicie
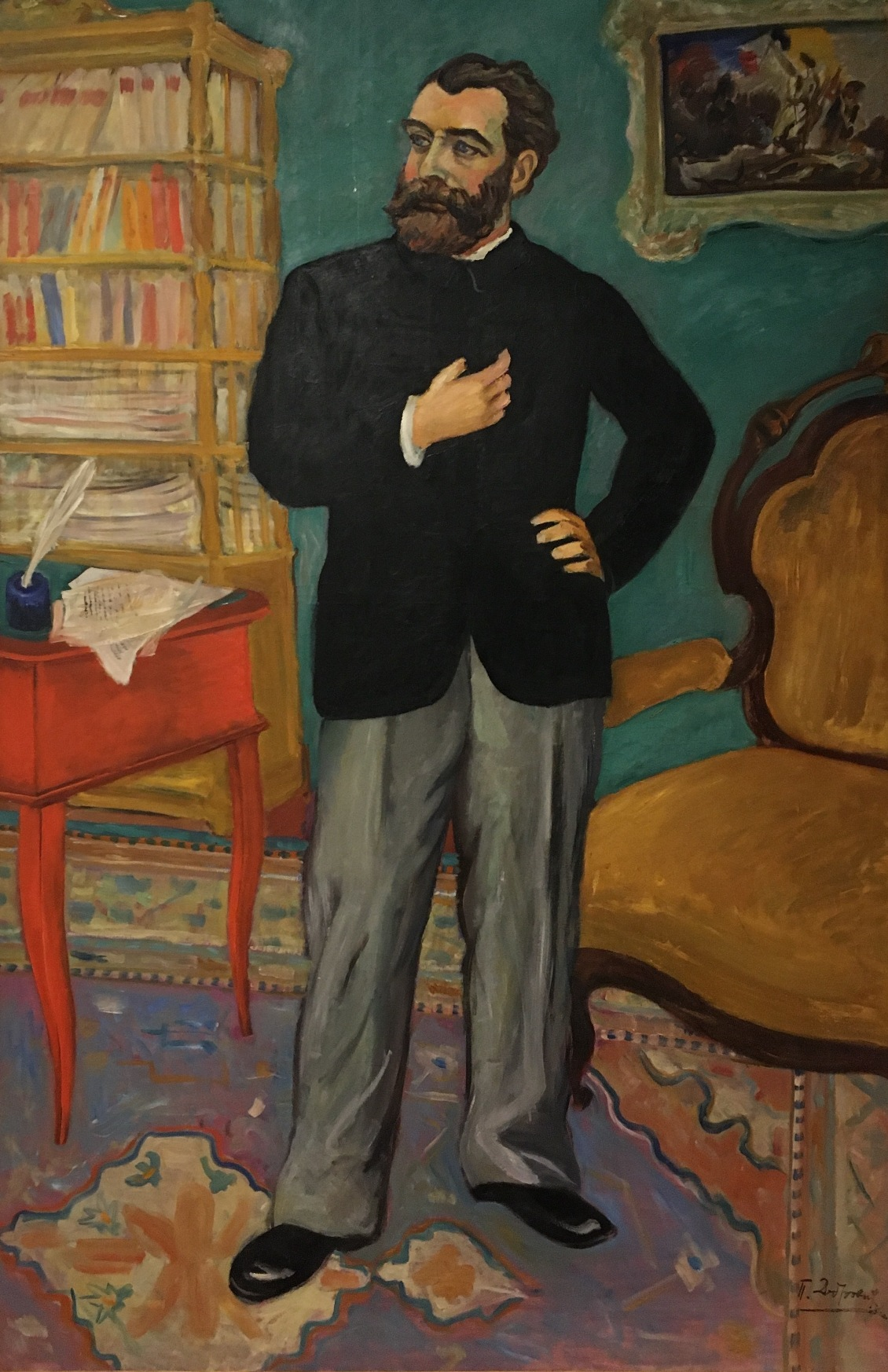
Portet Svetozara Mileticia (1930)
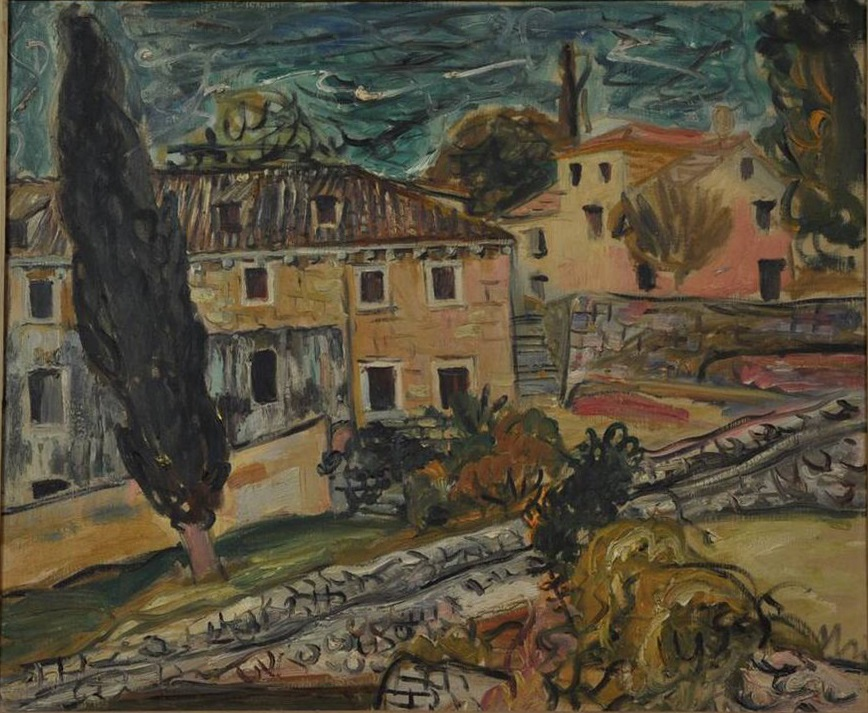
Krajobraz z cyprysami, Dalmacja (1931), Museum Boijmans Van Beuningen w Rotterdamie
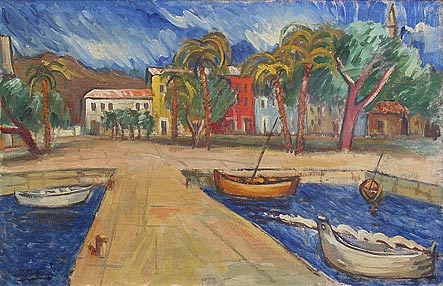
Mlini na jugu (1936)
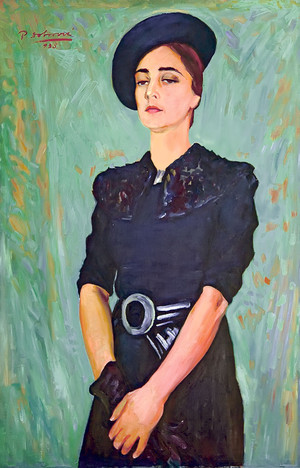
Portret Olgi Dobrović (1938)